# 慈母殺心
《慈母殺心》（英語：The Mother）是一部2023年美國動作劇情片，由妮基·卡羅執導，米夏·格林、安德蕾雅·柏拉夫和彼得·克萊格編劇，故事源自格林的構想；講述一名隱居殺手為了保護疏遠的女兒挺身而出，對抗侵門踏戶的外敵。電影主演陣容包括珍妮佛·羅培茲、約瑟夫·費因斯、奧瑪瑞·哈威克和蓋爾·賈西亞·貝納主演。
《慈母殺心》2023年5月12日在串流媒體Netflix全球上線，電影的整體評價褒貶不一，主流影評家稱讚珍妮佛·羅培茲的演技，但批評編劇和敘事過於陳腔濫調。

## 演員
- 珍妮佛·羅培茲飾演母親（The Mother）[3]
- 約瑟夫·費因斯飾演亞德里安·洛佛爾（Adrian Lovell）
- 奧瑪瑞·哈威克飾演威廉·克魯斯（William Cruise）
- 蓋爾·賈西亞·貝納飾演赫克托·阿爾瓦雷斯（Hector Álvarez）
- 保罗·拉西飾演強斯（Jons）
- 露西·派茲（Lucy Paez）飾演柔伊（Zoe）
- 傑西·加西亞（英语：Jesse Garcia）飾演塔蘭圖拉（Tarantula）
- 伊馮娜·塞納特·瓊斯（Yvonne Senat Jones）飾演索妮亞（Sonya）

## 製作
2021年2月，珍妮佛·羅培茲加入Netflix動作片《慈母殺心》劇組，妮基·卡羅正在洽談執導，原創劇本由米夏·格林撰寫、安德蕾雅·柏拉夫進行修改。據2021年9月的報導，約瑟夫·費因斯、奧瑪瑞·哈威克、蓋爾·賈西亞·貝納、保罗·拉西和露西·派茲（Lucy Paez）加入演出陣容。2021年10月，傑西·加西亞和伊馮娜·塞納特·瓊斯（Yvonne Senat Jones）被官方宣布參演。
電影2021年10月4日在加拿大溫哥華開始主要拍攝。2022年1月11日，由於武漢肺炎變種爆發，拍攝暫停。2022年3月，劇組在西班牙大加那利岛取景，將大加那利島拉斯帕尔马斯老城作為古巴的一座城市，位於此處的文艺阁（Gabinete Literario）被用作賭場。大加那利島電影委員會還負責為拍攝期間駐紮在島上的國際工作團隊提供支持和建議。電影最終在島上宣告殺青。

## 發行
《慈母殺心》2023年5月12日在Netflix全球上線。

## 外部連結
- 互联网电影数据库（IMDb）上《慈母殺心》的资料（英文）

#invoke:NavboxV2